# Гонсалу Алваріш
Гонсáлу А́лваріш (порт. Gonçalo Álvares; ?? — 1524) — португальський дослідник Доби великих географічних відкриттів, який брав в них активну участь, починаючи з другої подорожі Діогу Кана.

## Біографія

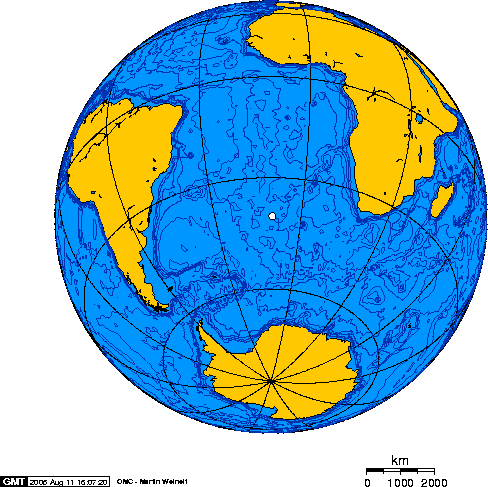
Орфографічна проєкція на острів Гоф

У 1497 році Гонсалу Алваріш командував кораблем «São Gabriel» під час епічної подорожі Васко да Гами до Індії, а в 1505 році на борту корабля з флоту Франсішку де Алмейди, першого віце-короля Португальської Індії, він відплив на південь Атлантичного океану, де «вода і навіть вино замерзло», і виявив острів, названий на його честь. Пізніше британці, які заволоділи цим островом в XIX столітті, перейменували його на острів Гоф.
Гонсалу Алваріш обіймав посаду головного штурмана навігації в Індії та Морі-Океані (порт. pilot mor da Navegação da Índia e mar oceano) до своєї смерті в 1524 році.